# Sandra Azón
Sandra Azón Canalda (* 12. November 1973 in Barcelona) ist eine ehemalige spanische Seglerin.

## Erfolge
Sandra Azón nahm in der 470er Jolle zweimal mit Natalia Vía Dufresne an Olympischen Spielen teil. Die Spiele 2000 in Sydney beendeten sie auf dem sechsten Platz. Bei den Olympischen Spielen 2004 in Athen gelang ihnen der Gewinn der Silbermedaille, nachdem sie die Regatta dank 62 Punkten hinter dem griechischen und vor dem schwedischen Boot abgeschlossen hatten. Mit Vía Dufresne sicherte sie sich bei Weltmeisterschaften zwei Bronzemedaillen: 2000 am Balaton und 2001 in Koper. 2003 wurden sie zudem gemeinsam Europameister. 2008 startete Azón in der olympischen Regatta in Peking in der Bootsklasse Yngling, in der sie nicht über den 14. Platz hinauskam. Im Yngling wurde Azón 2002 in Brunnen und 2006 in La Rochelle Weltmeisterin sowie 2006 in Medemblik Europameisterin.
Ihre ältere Schwester Mónica Azón war ebenfalls olympische Segelsportlerin, mit der sie gemeinsam im Yngling segelte.